# Rajko Bračič
Rajko Bračič, slovenski alpinist in jamar, * 1964, † 3. november 2013.
Deloval je kot inštruktor jamarstva in jamarskega reševanja. Vodja Jamarske reševalne službe je bil od leta 2013. V času svojega delovanja je izobrazil preko 50 kandidatov. Dolga leta je raziskoval in dokumentiral slovenske jame in visokogorska brezna na območju Kamniško-savinjskih ter Julijskih Alp. Bil je tudi dolgoletni urednik Jamarskega biltena.
Njegovi začetki jamarstva so bili v jamarskem klubu Speleos - Siga, kjer je aktivno deloval vse do konca. Jamarstvo je zanj postala glavna ljubiteljska aktivnost. Aktivno se je začel z jamarstvom ukvarjati leta 1984 s članstvom v jamarskem klubu Speleos - Siga v Velenju. Kasneje je postal tudi jamski reševalec.
3. novembra 2013 so ga našli mrtvega v bližini Moličke peči nad Lučami; najverjetneje je umrl naravne smrti, ko se je zaradi slabosti vračal s predčasno zaključenega raziskovanja bližnje jame.